# POSSIBILITY (음반)
《POSSIBILITY》(파서빌리티)는 일본의 여가수 나카모리 아키나(中森明菜)의 여섯 번째 정규 음반으로 1984년 10월 10일에 발매하였다. (LP: L-12592, CT: LKF-8092) 이 음반에는 나카모리가 동년 1월 1일에 출시한 일곱 번째 싱글 〈키타 윙〉의 후속곡이라 할 수 있는 〈드라마틱 에어포트 -키타 윙 파트 II-〉가 수록되어 있다. 디스크 재킷에는 짧은 원피스를 입으며 다리를 드러낸 나카모리의 사진이 실려 있다.  CD 저널은 이 음반에 대해 재킷의 아슬아슬한 분위기 그대로, 어른스러워진 여자를 연상하는 곡들이 수록되어 있다고 평하였다. 1984년 10월 22일, 오리콘 주간 LP 차트에 처음으로 진입, 1위를 달성하였고 그 다음 주인 10월 29일에도 1위를 차지하는 등 2주 연속 정상을 지켰다. 1984년 연간 LP 차트 18위를 기록하였다.

## 수록곡
| #            | 제목 | 작사            | 작곡              | 편곡                             | 재생 시간 |
| ------------ | --- | --------------- | ----------------- | -------------------------------- | --------- |
| 1.           | 〈〈서던 윈드〉(サザン・ウインド 사잔 윈도[*])〉                                                                                     | 키스기 에츠코   | 다마키 고지       | 세오 이치조                      | 3:52      |
| 2.           | 〈〈가을은 파스텔터치〉(秋はパステルタッチ 아키와 파스테루탓치[*])〉                                                                 | 키스기 에츠코   | 다카나카 마사요시 | 다카나카 마사요시, 세오 이치조   | 5:00      |
| 3.           | 〈〈OCTOBER STORM -10월의 폭풍-〉(October storm -十月の嵐-)〉                                                                        | 강진화          | 하야시 테츠지     | 하기타 미츠오                    | 3:33      |
| 4.           | 〈〈리프레인〉(リ・フ・レ・イ・ン)〉                                                                                                 | 마츠이 고로     | 마츠다 료         | 하기타 미츠오                    | 4:57      |
| 5.           | 〈〈호라이즌〉(地平線 호라이전[*])〉                                                                                                 | 키스기 에츠코   | 키스기 다카오     | 하기타 미츠오                    | 4:20      |
| 6.           | 〈〈애수의 Midnight〉(哀愁のMidnight 아이슈노 미드나이트[*])〉                                                                       | 아리카와 마사코 | 다마키 고지       | 하기타 미츠오                    | 4:09      |
| 7.           | 〈〈십계 (1984)〉(十戒 (1984))〉 | 우리노 마사오   | 다카나카 마사요시 | 다카나카 마사요시, 하기타 미츠오 | 3:35      |
| 8.           | 〈〈하얀 래비린스〉(白い迷い 시로이라비린스[*])〉                                                                                    | 키스기 에츠코   | 키스기 다카오     | 하기타 미츠오                    | 4:16      |
| 9.           | 〈〈Blue Misty Rain〉〉 | 아리카와 마사코 | 마츠다 료         | 하기타 미츠오                    | 3:42      |
| 10.          | 〈〈드라마틱 에어포트 -키타 윙 파트 II-〉(ドラマティック・エアポート -北ウイング Part II- 드라마팃쿠 에아포토 기타 윈구 파트투[*])〉 | 강진화          | 하야시 테츠지     | 하기타 미츠오                    | 4:11      |
| 총 재생 시간 | 총 재생 시간 | 총 재생 시간    | 총 재생 시간      | 총 재생 시간                     | 40:43     |